# التضاد
المُناقَضة أو التناقض أو التضاد أو بالإنجليزية Antinomy (مشتق من اليونانية اليونانية ἀντί ، antí ، التي تعني بالعربية «ضد، في مقابل»، و νόμος ، nómos والتي تعنب «القانون») فتشير الكلمتين معاً إلى عدم توافق متبادل حقيقي أو ظاهر لقانونين. وهو مصطلح يستسيييييي
هناك العديد من الأمثلة على التناقض. يمكن اعتبار عبارة متناقضة ذاتيًا مثل «لا توجد حقيقة مطلقة» تناقضًا لأن هذا التصريح يوحي بحد ذاته بأنه حقيقة مطلقة، وبالتالي ينكر نفسه في الحقيقة. يمكن أيضًا اعتبار مفارقة مثل «هذه الجملة خاطئة» بمثابة تناقض؛ لكي تكون الجملة صحيحة، يجب أن تكون خاطئة، والعكس صحيح مثل فرضية وجود اكوان متعددة نظرية قد تحتمل الصواب أو تحتمل الخطا أو فرضية السفر عبر الزمن سواء للماضي أو للمستقبل.

## استخدام كانت
اكتسب مصطلح التضاد أهمية خاصة في فلسفة إيمانويل كانت (1724-1804)، الذي استخدمه لوصف النتائج العقلانية المتناقضة على قدم المساواة مع تطبيق فئات أو معايير العقل المناسبة لعالم الفكر الخالص الإدراك أو الخبرة المعقولة (للظواهر المختلفة). التجريبية السبب لا يمكن هنا تلعب دور تأسيس الحقائق العقلانية لأنه يتجاوز تجربة ممكنة ويتم تطبيقها على مجال ما يتجاوز ذلك.
بالنسبة إلى كانت، توجد تضادات الاربعة لكانت،    مرتبطة بـ: 
- 1- حدود الكون فيما يتعلق الفضاء والوقت
  - 2- نظرية أن الكل يتكون من ذرات غير قابلة للتجزئة «نظرية ارسطو لنشاءة الكون»(بينما، في الواقع، لا يوجد مثل هذا الافتراضية)
- 3- مشكلة الإرادة الحرة فيما يتعلق السببية العالمية
- 4- وجود كيان أو تجسد كوني [3]

في كل تضاد، تتناقض أطروحة مع نقيض. على سبيل المثال: في أول تباين، يثبت كانت أطروحة أن الوقت يجب أن يكون له بداية بإظهار أنه إذا لم يكن الوقت بداية، فسيكون للانهائي وهذا سينهي مفهوم اللانهاية أو الابدية حتى اللحظة الحالية. هذا تناقض واضح لأن اللانهاية لا يمكن ان تحدث، بحكم تعريفها، أن تكتمل عن طريق «التوليف المتتالي» - فقط مثل هذا التوليف النهائي سيكون مطلوبًا من خلال وجهة النظر القائلة بأن الوقت غير محدود؛ لذلك ثبت الأطروحة. ثم يثبت التناقض، أن الوقت ليس له بداية، من خلال إظهار أنه إذا كان للوقت بداية، فلا بد أن يكون هناك «وقت خالي» منذ ذلك الوقت. هذا غير متماسك (بالنسبة إلى كانت) للسبب التالي: لأنه، بالضرورة، لا يمر وقت في هذا الفراغ المعاصر، فلا يمكن أن يكون هناك أي تغيير، وبالتالي لن يحدث أي شيء (بما في ذلك الوقت): لذا فقد ثبت التناقض. السبب يدعي على قدم المساواة لكل دليل، حيث أنهما صحيحان، لذا يجب اعتبار مسألة حدود الوقت بلا معنى.
كان هذا جزءًا من برنامج كانت النقدي لتحديد حدود البحث العلمي والفلسفي. هذه التناقضات متأصلة في العقل عندما يتم تطبيقها على العالم كما هي في حد ذاتها، بغض النظر عن أي تصور لها (وهذا يتعلق بالتمييز بين الظواهر و الشئ بذاته). كان هدف كانت في فلسفته النقدية هو تحديد ما هي الادعاءات التي لا يمكن تبريرها، كما أن التناقضات هي مثال توضيحي خاص لمشروعه الأكبر.

## استخدام ماركس
كانت ليس الفيلسوف الوحيد الذي وظف هذا المصطلح. هناك مستخدام مشهور آخر للتضاد هو كارل ماركس، في المجلد الأول من عمله كابيتال ، في الفصل بعنون «يوم العمل». على حساب ماركس، يحافظ الإنتاج الرأسمالي على «تأكيد الحق في يوم عمل غير محدود، وتأكيد الحق في يوم عمل محدود، وكلاهما له مبرر متساو». يؤكد فرنر على أن أطروحة وتناقض هذا التناقض ليسا نقيضين متناقضين، بل «يتألفان من تأكيد على الحقوق في حالات تضاد الأمور المتناقضة».